# Воздушная операция ВВС РККА по уничтожению немецкой авиации на аэродромах в мае 1943 года
Воздушная операция ВВС РККА по уничтожению немецкой авиации на аэродромах 6—8 мая 1943 года — крупномасштабная операция советских ВВС в ходе Великой Отечественной войны с целью завоевания господства в воздухе на центральном и южном участках советско-германского фронта.

## Замысел и план операции
К лету 1943 года советское командование готовилось к решающей летне-осенней кампании. При этом придавалось исключительно большое значение завершению борьбы за стратегическое господство в воздухе. Уже зная о начале подготовки немецкого наступления в районе Курска, было принято решение о проведении крупной воздушной операции ВВС на широком фронте, как совокупность одновременных массированных ударов по аэродромам, выполняемых по единому замыслу и плану, с целью серьёзного ослабления противостоящих вражеских авиационных группировок и улучшению воздушной обстановки на центральном и южном участках советско-германского фронта. Одновременно, было решено вести борьбу с железнодорожными и автомобильными перевозками противника на центральном участке фронта.
Решение на проведение первой воздушной операции Ставкой Верховного Главнокомандования было принято в начале мая. План операции был разработан Генеральным штабом совместно с Главным командованием и штабом ВВС Красной армии (командующий генерал-полковник авиации А. А. Новиков). 4 мая 1943 года начальник Генерального штаба РККА Маршал Советского Союза А. М. Василевский издал директивы Военным советам Западного, Брянского, Центрального, Воронежского, Юго-Западного и Южного фронтов на уничтожение вражеских самолётов на аэродромах и в воздухе, на срыв железнодорожных перевозок и дезорганизацию автомобильного движения на шоссейных и грунтовых дорогах. Замыслом предусматривалось одновременными внезапными ударами по аэродромам на 1200-километровом фронте от Смоленска до побережья Азовского моря сковать действия немецкой авиации и нанести поражение её основным группировкам в районах Сещи, Брянска, Орла, Харькова, Сталино. Время первого массированного удара по аэродромам было установлено с 4 часов 30 минут до 5 часов утра 6 мая с последующим воздействием по ним в течение трёх суток. После двухсуточного перерыва вражеские аэродромы вновь должны были подвергнуться ударам, также в течение трёх суток. Действия по железнодорожным объектам на шоссейных и грунтовых дорогах предусматривалось проводить непрерывно на протяжении 10 суток. Сжатый срок на подготовку был вызван тем, что по советским данным, начало немецкого наступления планировалось на 10 или 12 мая 1943 года.
1-я воздушная армия (командующий — генерал-лейтенант авиации С. А. Худяков) Западного фронта получила приказ: уничтожать авиацию противника на аэродромах и в воздухе в районе Духовщина, Демидов, Витебск, Орша, Мстиславль, Брянск, Жиздра; сорвать железнодорожные перевозки противника на смоленском и брянском направлениях; дезорганизовать автомобильное движение на дорогах восточнее линии Смоленск, Рославль, Брянск.
15-я воздушная армия (командующий — генерал-майор авиации И. Г. Пятыхин) Брянского фронта и переданный в её оперативное подчинение 1-й гвардейский истребительный авиационный корпус получили приказ: уничтожать авиацию противника на аэродромах и в воздухе в районе Волхов, Карачев, Навля, Дмитровск-Орловский, Орёл; сорвать железнодорожные перевозки из Брянска на Орёл и далее к линии фронта; дезорганизовать автодвижение на дорогах восточнее линии Карачев, Дмитровск-Орловский.
16-я воздушная армия (командующий генерал-лейтенант авиации С. И. Руденко) Центрального фронта и переданные её в оперативное подчинение 3-й бомбардировочный авиационный корпус и 229-я штурмовая авиационная дивизия получили приказ уничтожать авиацию противника на аэродромах и в воздухе в районе Дмитровск-Орловский, Трубчевск, Шостка, Конотоп, Ворожба; сорвать железнодорожные перевозки противника от Унечи на Хутор-Михайловский и от Конотопа на Ворожбу; дезорганизовать автодвижение на дорогах восточнее линии Трубчевск, Конотоп.
2-я воздушная армия (командующий генерал-лейтенант авиации С. А. Красовский) Воронежского фронта и переданные в её оперативное подчинение 4-й истребительный авиационный корпус, 1-й штурмовой авиационный корпус и 1-й бомбардировочный авиационный корпус получили приказ уничтожать авиацию противника на аэродромах и в воздухе в районе Белополье, Ромны, Полтава, Новая Водолага, Мерефа; сорвать железнодорожные перевозки противника из Полтавы на Харьков; дезорганизовать автомобильное движение на дорогах восточнее линии Белополье, Ахтырка, Новая Водолага.
17-я воздушная армия (командующий генерал-лейтенант авиации В. А. Судец) Юго-Западного фронта и переданный ей в оперативное подчинение 3-й смешанный авиационный корпус получили приказ: уничтожать авиацию противника на аэродромах и в воздухе в районе Змиёв, Красноград, Днепропетровск, Чаплино, Красноармейское, Славянск; сорвать железнодорожные перевозки на линиях Ново-Московск — Мерефа, Красноград — Славянск, Павлоград — Мерефа; дезорганизовать автомобильное движение на дорогах восточнее линии Красноград, Красноармейское.
8-я воздушная армия (командующий генерал-лейтенант авиации Т. Т. Хрюкин) Южного фронта получила приказ: уничтожать авиацию противника на аэродромах и в воздухе в районе Славянск, Красноармейское, Мариуполь, Таганрог; сорвать железнодорожные перевозки противника на линиях Чаплино — Красноармейское, Горловка — Дебальцево, на всех железных дорогах севернее линий Горловка, Дебальцево; Мариуполь, Сталино и Горловка, Таганрог; дезорганизовать автомобильное движение на дорогах восточнее линии Красноармейское, Мариуполь.
Выбор конкретных целей-аэродромов, а также распределение сил и средств для действий по ним оставалось за командующими воздушными армиями. В первую очередь было решено уничтожить аэродромы противника. ВВС должны были действовать: 1-я воздушная армия — по шести аэродромам (в том числе Сеща, Брянск), 15-я — по двум, 16-я — по пяти (Орёл, Навля), 2-я — по восьми (в основном район Харькова), 17-я — по двум и 8-я воздушная армия — по трем аэродромам. Действия советских воздушных армий были направлены против основных авиационных группировок 4-го воздушного флота (командующий генерал-фельдмаршал Вольфрам фон Рихтгофен) и части сил 6-го воздушного флота (командующий генерал-полковник Роберт фон Грейм). По данным советской разведки на 1 мая 1943 года только на Смоленском, Орловском, Шаталовском, Брянском, Харьковском и Сталинском аэроузлах в общей сложности находилось свыше 1100—1200 боевых самолётов люфтваффе различного типа.
Командующий ВВС издал директиву от 3 мая 1943 года всем задействованным в операции командующим воздушными армиями:

«Во исполнение приказа Ставки необходимо подвергнуть одновременному нападению все основные аэродромы авиации противника, на которых установлено скопление самолётов. Основную массу авиации противника подавить в первый же день. Поэтому в этот же день вражеские аэродромы должны быть подвергнуты повторным ударам, а ночью по ним должны действовать ночные бомбардировщики. В последующие два дня, не снижая упорства и настойчивости, продолжать поражение авиации противника как на основных аэродромах, так и на вновь обнаруженных воздушной разведкой… Удары по аэродромам наносить крупными группами, выделяя из их состава необходимое количество авиасредств для подавления зенитной обороны противника».— Командование и штаб ВВС Советской Армии в Великой Отечественной войне 1941-1945 гг. — М.: Наука, 1977. (глава 4).
Для выполнения всех поставленных задач воздушные армии должны были выполнить в общей сложности 10 300 самолёто-вылетов.
С начала мая основные аэродромы противника контролировались воздушными разведчиками по 3 раза в день — утром, днем и в вечерние сумерки. В результате систематического наблюдения удалось определить все места стоянок самолётов, расположение средств ПВО и время, когда все самолёты и лётный состав противника находились на большинстве аэродромов. В то же время, сжатые сроки на подготовку к операции сыграли негативную роль: часть аэродромов, на которые спешно перебазировались выделенные для операции авиачасти, оказалась не готова к обеспечению их боевых действий; не было времени на отработку совместных действий бомбардировочных, штурмовых и истребительных частей.

## Ход операции
Скрытность и тщательность подготовки воздушной операции обеспечили внезапность и высокую эффективность первого массированного удара на рассвете 6 мая. В нём участвовало 434 самолёта (112 бомбардировщиков, 156 штурмовиков, 166 истребителей), которые одновременно атаковали 17 вражеских аэродромов. Застигнутый врасплох противник не смог оказать организованного противодействия и потерял по данным советской стороны 194 самолёта на аэродромах и 21 — в воздушных боях. Советская авиация потеряла 21 самолёт.
Повторный удар был нанесен в тот же день в 15 часов, силами 372 самолётов по 20 аэродромам. Во втором ударе противник оказал серьёзное сопротивление. Он держал в полной готовности все средства ПВО. В воздухе патрулировали истребители, зенитная артиллерия ставила в районе аэродрома заградительный огонь. Советское командование также выделило дополнительные силы и средства для борьбы со средствами ПВО противника и блокирования аэродромов, где базировались истребители. Теперь уже советские авиаудары проходили в условиях яростного противодействия противника. На этот раз советские лётчики уничтожили и повредили на аэродромах 134 самолёта и сбили в воздухе 24 немецких истребителя. Советские потери составили 46 машин.
Утром 7 мая был выполнен третий массированный удар, атакованы 22 аэродрома. Участвовало 405 советских самолётов. Уничтожено и повреждено 122 вражеских самолёта, в том числе 29 в воздушных боях. Советские потери составили 46 самолётов.
Немецкое командование приняло активные меры противодействия и уже 7 мая перебазировало большую часть авиации на тыловые и запасные аэродромы, тщательно их замаскировав. Спешно были подтянуты в угрожаемые районы значительные силы истребительной авиации люфтваффе, а ПВО аэродромов усилена. Активизировалась работа станций радиоразведки и радиоперехвата. Для дальнего обнаружения советских самолётов и оповещения об их приближении немцы выделили небольшие истребительные заслоны, которые патрулировали вдоль линии боевого соприкосновения.
8 мая советские ВВС нанесли четвёртый удар силами 181 самолёта, причём теперь удар наносился в ночное время. Однако в этот раз удалось уничтожить всего 6 самолётов противника ценой потери своих 8 самолётов. Первоначальная внезапность была уже утрачена. Получив сообщение об итогах этого удара, первый заместитель командующего ВВС РККА генерал-полковник авиации Г. А. Ворожейкин в тот же день 8 мая отдал приказ приостановить атаки аэродромов противника «вследствие утери внезапности», перенацелив усилия авиации на срыв вражеских перевозок.
Директивой Ставки ВГК от 13 мая операция по аэродромам и коммуникациям была «временно приостановлена» (возобновлена не была).
В общей сложности (с учётом повторных авиаударов) атакам подверглись 22 аэродрома немецкой авиации.

## Потери сторон
Основные итоги операции подвёл командующий ВВС РККА в докладе от 13 мая 1943 года на имя Верховного Главнокомандующего. По его данным, за 6, 7 и 8 мая 1943 года советскими ВВС произведено 1392 самолёто-вылета, уничтожено на аэродромах противника 373 самолёта, повреждено 51, сбито в воздушных боях — 67 и подбито — 10; в итоге противник потерял 501 самолёт. В современной отечественной исторической литературе приводятся несколько иные данные: уничтожено на земле 429 самолётов (из них 311 бомбардировщиков) и сбито в воздушных боях 77 самолётов, что даёт в сумме 506 самолётов.
Советские потери составили 122 самолёта, из них сбито в воздушных боях — 21 самолёт, зенитной артиллерией противника — 8 самолётов, не вернулось с боевого задания — 93 самолёта.
В то же время, ряд современных исследователей полагают, что потери люфтваффе были существенно завышены, а собственные потери — занижены. Так, О. В. Растренин полагает, что реальное количество уничтоженных на аэродромах немецких самолётов составляет около 170—180 штук, а также завышено количество сбитых в воздушных боях. Он же приводит цифру в 196 потерянных советских самолётов (в том числе 103 штурмовика, 26 бомбардировщиков, 67 истребителей) за период с 6 по 8 мая 1943 года. В статье Заблотского А. И. и Ларинцева Р. И. предпринята попытка посчитать немецкие потери по сохранившимся немецким документам и приводится количество в 41 уничтоженный и повреждённый на земле немецкий самолёт (с оговоркой, что найденные документы далеко не полные)
По мнению исследователей истории отечественной операции В. Перова и О. Растренина, потери люфтваффе в этой воздушной операции ВВС КА завышены советской стороной примерно в 2-3 раза.

## Итоги
В советской исторической науке операция признается успешной: достигнутые результаты в воздушной операции обеспечили улучшение воздушной обстановки для советских вооружённых сил на центральном и южном участках фронта. Показана высокая эффективность нанесения одновременного массированного удара по аэродромам противника на широком фронте. Подготовка и ход этой операции широко изучались и учитывались при дальнейших действиях советских ВВС в ходе войны.
Основой первоначального успеха советских ВВС были одновременные внезапные действия по вражеским аэродромам большим числом своих самолётов и достаточно эффективная разведка. Причинами дальнейшего понижения эффективности операции, были неумение авиационных штабов организовать массированные действия ВВС, продолжение операций по шаблону в условиях быстрого роста противодействия противника, неготовность к прорыву мощной ПВО аэродромов противника, слабое взаимодействие истребителей, штурмовиков и бомбардировщиков при ударах по аэродромам (особенно — явный недостаток сил, выделяемых для подавления ПВО), неотработанность истребительного прикрытия ударных групп штурмовиков и бомбардировщиков. Допустил крупную ошибку и штаб ВВС РККА, наметив для атак слишком большое количество аэродромов, что ослабило силу удара по каждому из них.
Немецкому командованию удалось быстро принять эффективные меры противодействия и вынудить советское командование прекратить операцию. Понесенные немцами потери не были столь существенными, чтобы повлиять на исход предстоящих сражений, после кратковременного спада уже с середины мая активность немецкой авиации на южном и центральном участках советско-германского фронта возросла. Господство в воздухе в итоге этой операции советским ВВС завоевать не удалось.